# Stanhopea insignis
Stanhopea insignis är en orkidéart som beskrevs av J.Frost och William Jackson Hooker. Stanhopea insignis ingår i släktet Stanhopea och familjen orkidéer. Inga underarter finns listade i Catalogue of Life.

## Bildgalleri

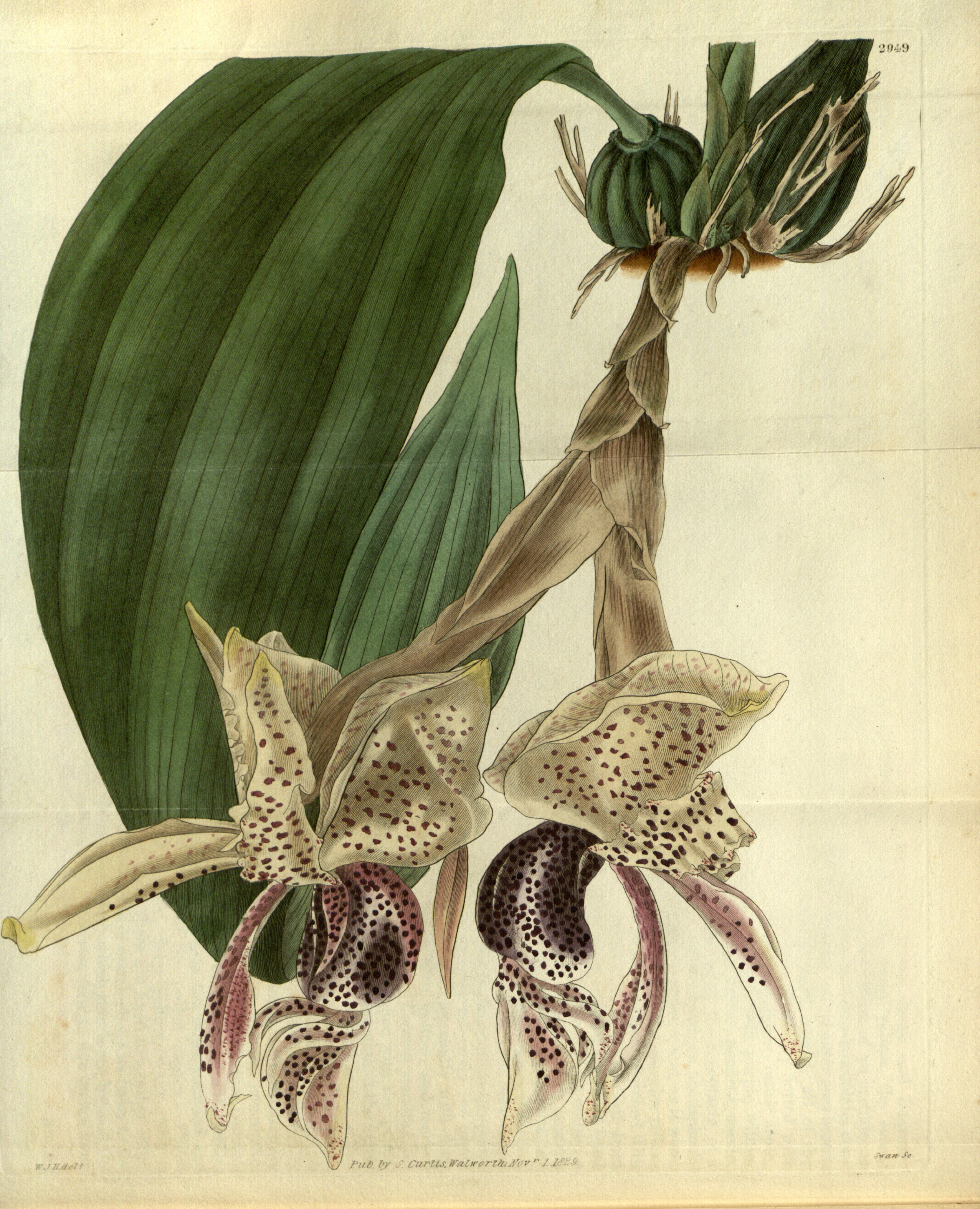
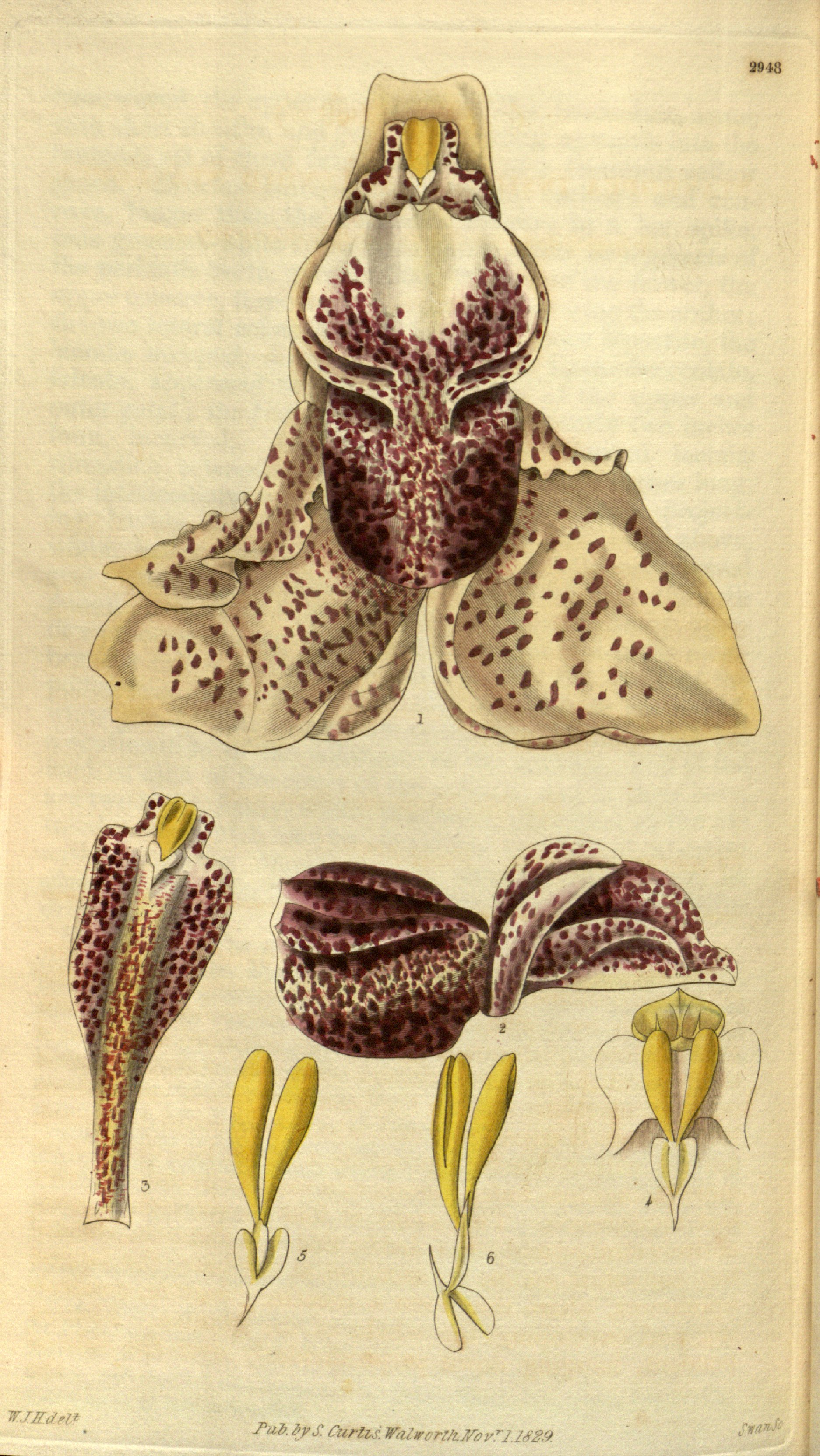
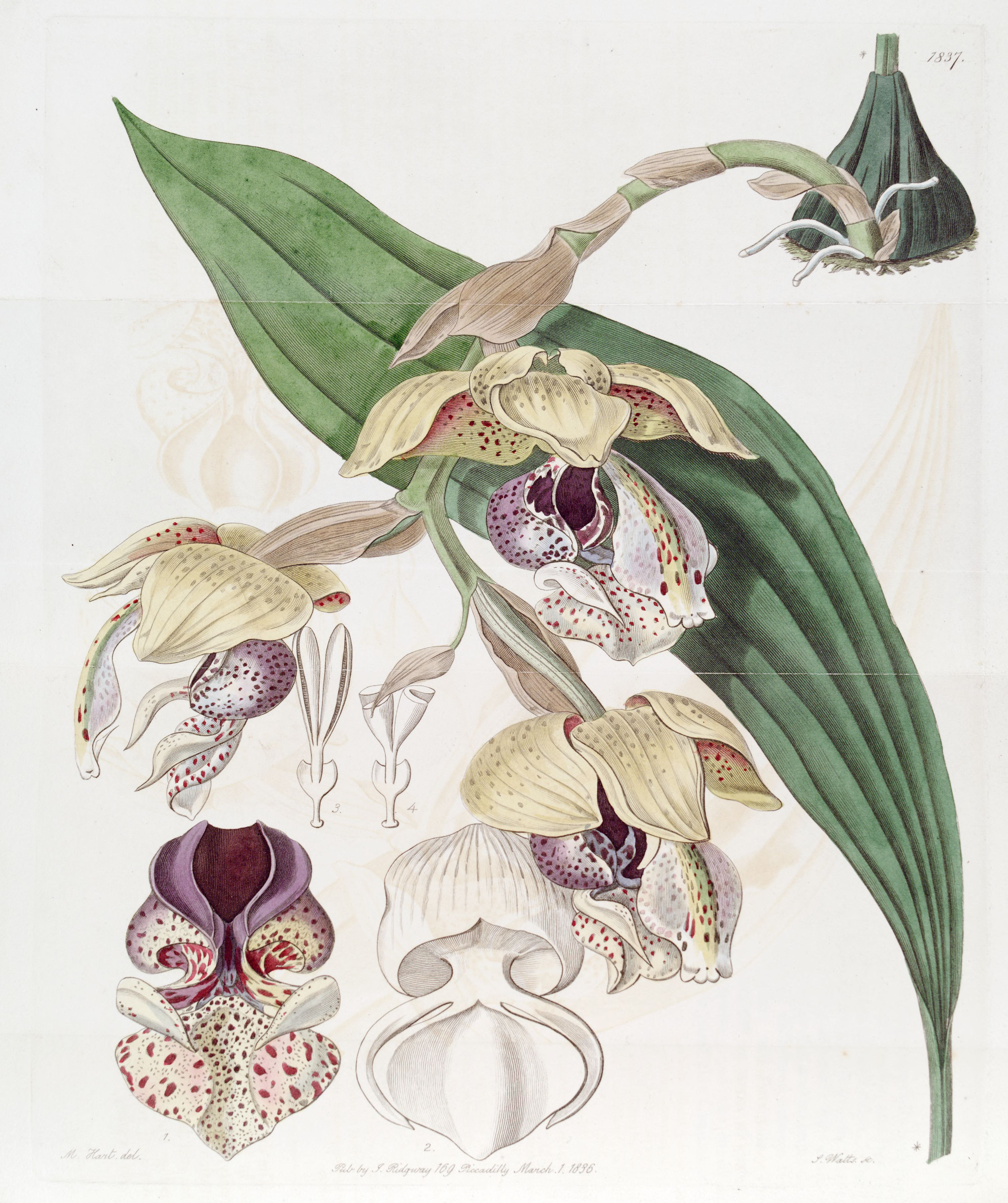
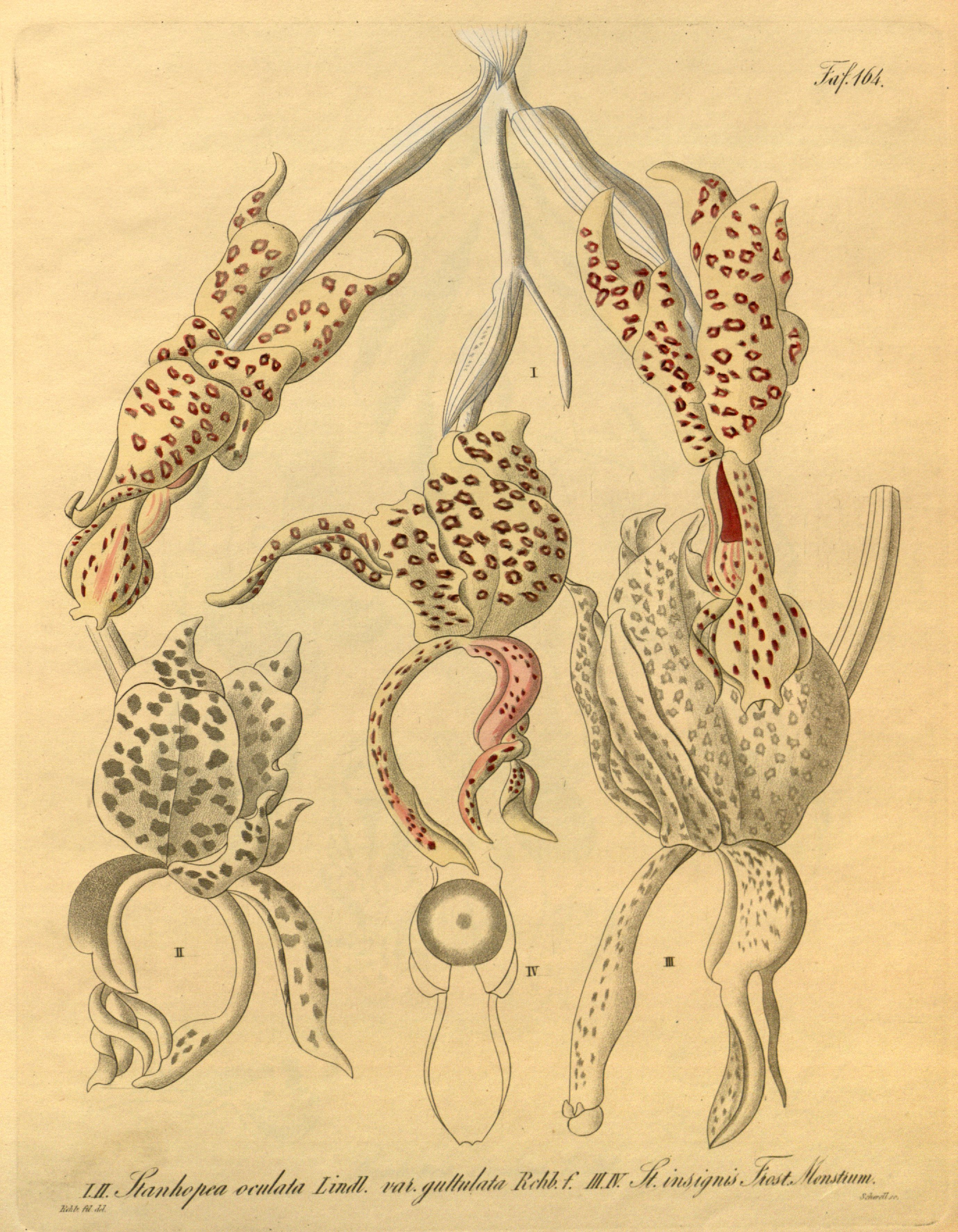